# Robert Nádvorník
Robert Nádvorník (11. června 1874 Holice – ???) byl český a československý politik a poslanec Revolučního národního shromáždění Republiky československé za Československou sociálně demokratickou stranu dělnickou.

## Biografie
Působil jako redaktor, publikoval práce a překlady z oboru ekonomie.
Zasedal v Revolučním národním shromáždění. Počátkem roku 1919 otiskl v brněnském Dělnickém denníku, blízkém k levicovému křídlu sociálních demokratů, polemiku s cíli komunistů. Napsal, že lepší než revoluční násilí je postupné budování socialismu.
Byl profesí úředníkem. K roku 1922 se připomíná ve funkci ředitele Velkonákupního družstva v Brně.
Zemřel někdy na přelomu let 1938 a 1939.